# 피나드 호른

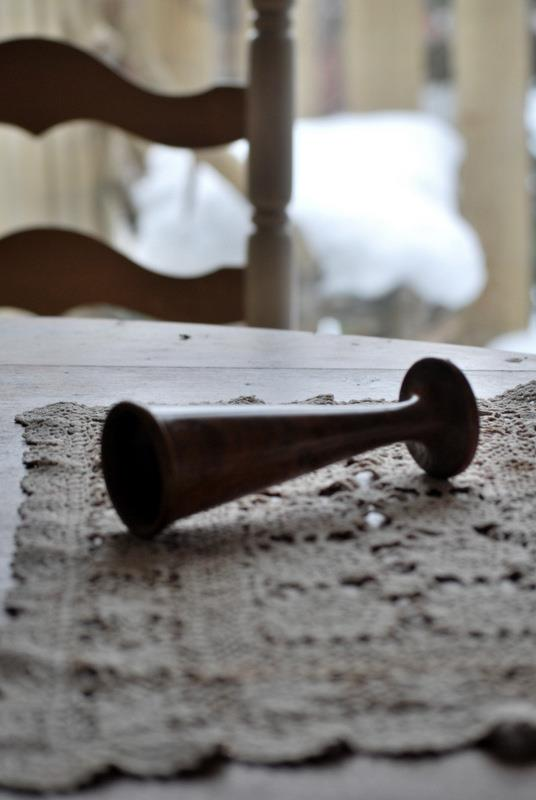
나무로 만든 피나드 호른

피나드 호른(Pinard horn)은 임신 중 태아의 심박수를 듣는 데 사용되는 일종의 청진기이다. 이것은 길이가 약 8인치(200mm)인 속이 빈 뿔로, 흔히 나무나 금속으로 만들어진다. 소리를 증폭시켜 트럼펫과 유사한 기능을 한다. 사용자는 뿔의 넓은 끝을 임산부의 복부에 대고 반대쪽 끝을 통해 듣는다.

## 역사
피나드 호른은 19세기 프랑스 산부인과 의사인 아돌프 피나르 박사에 의해 발명되었다. 피나드는 면밀한 태아 건강 모니터링을 포함하여 산전 관리의 발전을 초기에 지지했다. 이 발명은 1895년에 이루어졌다.

## 현재 모델
피나드 호른은 목재, 금속 및 플라스틱으로 만들어졌다. 이는 귀와 임신부 사이에 경적을 고정하는 대신 이어피스가 있고 경적을 케이블에 연결하는 기존 청진기의 형태를 취한다.